# Erebia erinna
Erebia erinna är en fjärilsart som beskrevs av Otto Staudinger 1894. Erebia erinna ingår i släktet Erebia och familjen praktfjärilar. Inga underarter finns listade i Catalogue of Life.